# Ectopleura pacifica
Ectopleura pacifica är en nässeldjursart som beskrevs av Thornely 1900. Ectopleura pacifica ingår i släktet Ectopleura och familjen Tubulariidae. Inga underarter finns listade i Catalogue of Life.